# Enyalioides cofanorum
Enyalioides cofanorum — вид ігуаноподібних ящірок родини шипохвостих ігуан (Hoplocercidae). Мешкає в Південній Америці.

## Поширення і екологія
Enyalioides cofanorum мешкають в передгір'ях Анд та у прилеглих низовинах в Еквадорі, Колумбійській та Перуанській Амазонії. Вони живуть у вологих тропічних лісах, у вторинних лісах та на плантаціях, на висоті від 100 до 1230 м над рівнем моря. Живляться дощовими черв'яками, клопами, павуками, жуками і прямокрилими. Відкладають яйця, в кладці 2-5 яєць.

## Етимологія
Вид E. cofanorum був названий на честь корінного народу кофанів.